# Jean-Paul Jérôme
Jean-Paul Jérôme, né le 18 février 1928 à Montréal, mort le 14 août 2004, est un artiste-peintre. Il est un des signataires du Manifeste des plasticiens et un représentant du groupe des Plasticiens.

## Biographie
Né à Montréal le 19 février 1928, Jean-Paul Jérôme manifeste dès un très jeune âge un intérêt marqué pour le dessin et la peinture. Il fait ses études à l'École des beaux-arts de Montréal de 1945 à 1952. Puis il apprend les techniques de la fresque avec Stanley Cosgrove. En 1953, après une période d'exploration dans le cubisme consacrée au paysage et à la nature morte, l'artiste s'intéresse au domaine de l'abstraction. En 1955, Jean-Paul Jérôme fonde avec Rodolphe de Repentigny (alias Jauran), Louis Belzile et Fernand Toupin, le groupe des Plasticiens, dont le manifeste paraît en février. Puisant ses leçons chez Cézanne et Mondrian, ce texte exerce une profonde influence sur toutes les générations de peintres qui suivront au Québec. À Paris, entre 1956 et 1958, le peintre désire apprendre davantage. Durant son séjour, il côtoie Alberto Giacometti, Victor Vasarely, Jean-Michel Atlan, Jean Arp, Serge Poliakoff, Jean Dewasne et Richard Mortensen, avec lequel il partage une grande passion pour la maîtrise des formes et des couleurs. Il se fait ami avec le sculpteur Emile Gilioli et les peintres Hans Hartung et Martin Barré. Jérôme suit de manière ponctuelle les expositions de la Galerie de France et de la Galerie Arnaud. Il expose lui-même à cette galerie à l'automne 1957. Jean-Paul Jérôme est de retour au Québec en novembre 1958. Il est engagé comme professeur d’arts plastiques à l’École des beaux-arts de Montréal.  Il enseigne également aux élèves des commissions scolaires de Montréal et de Sorel. Il quitte le monde de l’enseignement en 1973. Il se consacre alors entièrement à sa carrière de peintre. En 1976, il rachète la résidence familiale de son enfance, à Montréal, pour en faire son pied-à-terre. Il y aménage un endroit tout entier dédié à son œuvre. À ce lieu de création, il ajoute un second atelier, plus grand, qu’il nomme l’Antre lumineux, où il diversifie son art.
En 1978, en reconnaissance de son apport à l'art canadien, Jean-Paul Jérôme est reçu membre de l’Académie royale des arts du Canada.
En 2001, le Musée du Bas-Saint-Laurent lui rend un hommage en présentant une rétrospective de ses œuvres. L'exposition circule ensuite pendant quatre ans partout au Canada. En 2005, le Musée des beaux-arts de Sherbrooke présente une rétrospective en hommage aux Plasticiens. L'objectif est de souligner le cinquantième anniversaire de la parution de leur manifeste et de mettre en valeur les principales périodes créatrices de la carrière Jean-Paul Jérôme.
L’artiste n’a cependant pas la chance d’assister à cette exposition, puisqu’il meurt le 14 août 2004, à l’âge de 76 ans et est enterré au Cimetière Notre-Dame-des-Neiges, à Montréal. Il laisse derrière lui un catalogue de 5000 œuvres en soixante ans de carrière.

## Honneur
- Académie royale des arts du Canada, 1978.

## Œuvre
Son art, essentiellement abstrait, vient d'une approche intuitive de plusieurs mouvements artistiques contemporains dont l'Op Art. Ses tableaux des dernières années étaient composés tels des fragments de vitre cassée.

### Quelques peintures
- Songe, 1954, huile sur toile, 64,8 x 80,8 cm, Musée national des beaux-arts du Québec, Québec[7].
- Envol baptisé à minuit le premier octobre, 1959, huile sur toile, 99,8 x 99,8 cm, Musée national des beaux-arts du Québec, Québec[8].
- Enroulement, 1960, pastel sur papier, 48,5 x 63,8 cm, Musée national des beaux-arts du Québec, Québec[9].
- Palais de ténèbres, 1979, acrylique sur toile, 65,3 x 92 cm, Musée national des beaux-arts du Québec, Québec[10].

## Musées et collections publiques
- Musée d'art contemporain de Baie-Saint-Paul[11],[12],[13]
- Collection d’œuvres d'art, Université de Montréal
- Musée d'art contemporain de Montréal[14]
- Musée d'art de Joliette[15]
- Musée de Lachine
- Musée des beaux-arts de Montréal[16]
- Musée des Beaux-arts de Sherbrooke
- Musée des beaux-arts du Canada[17]
- Musée du Bas-Saint-Laurent
- Musée national des beaux-arts du Québec[18]
- Musée Pierre-Boucher
- Musée du Bas-Saint-Laurent

## Expositions
- 2019 : Jean-Paul Jérôme - Explorer l’abstrait, Musée d’art contemporain de Baie-Saint-Paul[11],[6]
- 2019 : Jean-Paul Jérôme. Les abstractions lyriques, Musée d'art de Joliette[15],[6]
- 2019 : Prisme de lumière, Galerie d'Este[19],[6]
- 2013 : Les plasticiens et les années 1950-60, Musée national des beaux-arts du Québec[2]
- 2008 : Jean-Paul Jérôme : RCA, 1928-2004, Galerie D'Este, Westmount[20]
- 2005 : Les Plasticiens : Louis Belzile, Jauran, Jean-Paul Jérôme et Fernand Toupin, Musée des beaux-arts de Sherbrooke[21]
- 2001 : Jean-Paul Jérôme - Vibrations modernes, Musée du Bas-Saint-Laurent[22]
- 1974 : Expositions des œuvres récentes de Jean-Paul Jérôme : peintures, Galerie Bernard Desroches[23]
- 1957 : Jean-Paul Jérôme, Galerie Arnaud, Paris[24]
- 1955 : Les Plasticiens, L'Échourie[2]
- 1954 : Richesse d'évocation, Librairie Henri Tranquille[2]

## Film documentaire
Le réalisateur André Desrochers lui consacre un film documentaire intitulé Jean-Paul Jérôme: La couleur, la lumière, la forme du réalisateur, sélectionné au Festival International du Film sur l'Art de Québec en 2018.